# Élections municipales béliziennes de 2024
Les élections municipales béliziennes de 2024 ont lieu le 6 mars 2024 afin de renouveler les conseillers municipaux ainsi que les maires du Belize.
Le scrutin est remarqué pour le nombre important de candidats indépendants ou issus de petits partis, dans un pays marqué par un très fort bipartisme entre le Parti démocratique uni (UDP) et le Parti uni du peuple (PUP),,.

## Résultats
Le Parti uni du peuple (PUP) remporte davantage de sièges que le Parti démocratique uni (UDP), parti d'opposition.